# Malinyi
Malinyi è una circoscrizione mista (mixed ward) della Tanzania situata nel distretto di Ulanga, regione di Morogoro. Conta una popolazione di 31 249 abitanti (censimento 2012).